# Volleyball-Südamerikameisterschaft der Männer 1958
Die Volleyball-Südamerikameisterschaft der Männer 1958 (spanisch Campeonato Sudamericano Masculino de Voleibol de 1958) fand vom 4. bis 11. November 1958 im Sociedade de Ginástica Porto Alegre in der brasilianischen Stadt Porto Alegre statt. Die dritte Austragung der Südamerikameisterschaft gewann erneut Brasilien vor den Nationalmannschaften aus Paraguay und Uruguay. Die Meisterschaft wurde im Modus Jeder gegen Jeden ausgetragen.

## Spielplan
| Datum      | Mannschaft 1 | Sätze | Mannschaft 2 | Satz 1 | Satz 2 | Satz 3 | Satz 4 |
| ---------- | ------------ | ----- | ------------ | ------ | ------ | ------ | ------ |
| 04.11.1958 | Paraguay     | 3:0   | Uruguay      |        |        |        |        |
| 05.11.1958 | Uruguay      | 3:1   | Argentinien  | 15–12  | 13–15  | 15–11  | 15–10  |
| 05.11.1958 | Brasilien    | 3:0   | Chile        | 15–1   | 15–5   | 15–1   |        |
| 07.11.1958 | Brasilien    | 3:0   | Argentinien  |        |        |        |        |
| 07.11.1958 | Paraguay     | 3:1   | Chile        |        |        |        |        |
| 08.11.1958 | Uruguay      | 3: A  | Chile        |        |        |        |        |
| 08.11.1958 | Paraguay     | 3:2   | Argentinien  |        |        |        |        |
| 09.11.1958 | Argentinien  | 3: A  | Chile        |        |        |        |        |
| 10.11.1958 | Brasilien    | 3:0   | Uruguay      |        |        |        |        |
| 11.11.1958 | Brasilien    | 3:0   | Paraguay     |        |        |        |        |

## Abschlusstabelle
| Platz | Mannschaft  | S | N | BPQ B | Sätze |
| ----- | ----------- | - | - | ----- | ----- |
| 1.    | Brasilien   | 4 | 0 |       | 12:0  |
| 2.    | Paraguay    | 3 | 1 |       | 9:6   |
| 3.    | Uruguay     | 2 | 2 |       | 9:7   |
| 4.    | Argentinien | 1 | 3 |       | 6:9   |
| 5.    | Chile       | 0 | 4 |       | 1:12  |